# Tanizakiprijs
De Tanizakiprijs (Japans: 谷崎潤一郎賞, Tanizaki Jun'ichirō Shō) is een jaarlijks verleende Japanse literatuurprijs.

## Beschrijving
De Tanizakiprijs werd in 1965 ingesteld door de Japanse uitgeverij Chūō Kōronsha Inc. ter gelegenheid van de tachtigste verjaardag van dit bedrijf en als eerbetoon aan de Japanse schrijver Jun'ichirō Tanizaki (1886-1965). De onderscheiding, die net als de Akutagawaprijs tot de belangrijkste van het land behoort, wordt ieder jaar verleend aan een Japanse auteur ter bekroning van een omvangrijk fictie- of dramawerk. Meestal wordt de prijs toegekend aan een schrijver die al een zekere bekendheid heeft. De winnaar van de Tanizakiprijs ontvangt een herinneringsplaque en een bedrag van 1 miljoen yen.

## Winnaars
| Jaar | Winnaar               | Boek                                                                                        |
| ---- | --------------------- | ------------------------------------------------------------------------------------------- |
| 1965 | Nobuo Kojima          | Hōyō kazoku (抱擁家族)                                                                      |
| 1966 | Shūsaku Endō          | Chinmoku (沈黙)                                                                             |
| 1967 | Kenzaburō Ōe          | Manen gannen no futtoboru (万延元年のフットボール)                                          |
| 1967 | Kōbō Abe              | Tomodachi (友達)                                                                            |
| 1968 | niet toegekend        | --                                                                                          |
| 1969 | Fumiko Enchi          | Shu wo ubau mono/Kizu aru tsubasa/Niji to shura (朱を奪うもの/傷ある翼/虹と修羅)            |
| 1970 | Haniya Yutaka         | Yami no naka no kuroi uma (闇のなかの黒い馬)                                                |
| 1970 | Jun'nosuke Yoshiyuki  | Anshitsu (暗室)                                                                             |
| 1971 | Hiroshi Noma          | Seinen no wa (青年の環)                                                                     |
| 1972 | Saiichi Maruya        | Tatta hitori no hanran (たった一人の反乱)                                                   |
| 1973 | Otohiko Kaga          | Kaerazaru natsu (帰らざる夏)                                                                |
| 1974 | Yoshimi Usui          | Azumino (安曇野)                                                                            |
| 1975 | Tsutomu Minakami      | Ikkyū (一休)                                                                                |
| 1976 | Shizuo Fujieda        | Denshin ugaku (田紳有楽)                                                                    |
| 1977 | Toshio Shimao         | Hi no utsuroi (日の移ろい)                                                                  |
| 1978 | Shin'ichirō Nakamura  | Natsu (夏)                                                                                  |
| 1979 | Komimasa Tanaka       | Poroporo (ポロポロ)                                                                         |
| 1980 | Taeko Kōno            | Ichinen no banka (一年の牧歌)                                                               |
| 1981 | Shichirō Fukazawa     | Michinoku no ningyotachi (みちのくの人形たち)                                               |
| 1981 | Akio Gotō             | Yoshinodayu (吉野大夫)                                                                      |
| 1982 | Minako Ōba            | Katachi mo naku (寂兮寥兮)                                                                  |
| 1983 | Yoshikichi Furui      | Asagao (槿)                                                                                 |
| 1984 | Senji Kūroi           | Gunsei (群棲)                                                                               |
| 1984 | Yūichi Takai          | Kono kuni no sora (この国の空)                                                              |
| 1985 | Haruki Murakami       | Sekai no owari to haado boirudo wandaa rando (世界の終わりとハードボイルド・ワンダーランド) |
| 1986 | Keizō Hino            | Sakyu ga ugoku yo ni (砂丘が動くように)                                                     |
| 1987 | Yasutaka Tsutsui      | Yumenokizaka bunkiten (夢の木坂分岐点)                                                      |
| 1988 | niet toegekend        | --                                                                                          |
| 1989 | niet toegekend        | --                                                                                          |
| 1990 | Kyōko Hayashi         | Yasurakani ima wa nemuri tamae (やすらかに今はねむり給え)                                   |
| 1991 | Hisashi Inoue         | Shanhai Mūn (シャンハイムーン)                                                              |
| 1992 | Jakuchō Setōchi       | Hana ni toe (花に問え)                                                                      |
| 1993 | Natsuki Ikezawa       | Mashiasu giri no shikkyaku (マシアス・ギリの失脚)                                           |
| 1994 | Takashi Tsujii        | Niji no misaki (虹の岬)                                                                     |
| 1995 | Kunio Tsuji           | Saigyo kaden (西行花伝)                                                                     |
| 1996 | niet toegekend        | --                                                                                          |
| 1997 | Kazushi Hōsaka        | Kisetsu no kioku (季節の記憶)                                                               |
| 1997 | Taku Miki             | Roji (路地)                                                                                 |
| 1998 | Yūko Tsushima         | Hi no yama - yamazaruki (火の山―山猿記)                                                     |
| 1999 | Nobuko Takagi         | Tokō no ki (透光の樹)                                                                       |
| 2000 | Noboru Tsujihara      | Yudotei Maruki (遊動亭円木)                                                                 |
| 2000 | Ryū Murakami          | Kyoseichu (共生虫)                                                                          |
| 2001 | Kawakami Hiromi       | Sensei no kaban (センセイの鞄)                                                              |
| 2002 | niet toegekend        | --                                                                                          |
| 2003 | Yōko Tawada           | Yōgisha no yakōressha (容疑者の夜行列車)                                                    |
| 2004 | Toshiyuki Horie       | Yukinuma to sono shūhen (雪沼とその周辺)                                                    |
| 2005 | Kō Machida            | Kokuhaku (告白)                                                                             |
| 2005 | Eimi Yamada           | Fūmizekka (風味絶佳)                                                                        |
| 2006 | Yōko Ogawa            | Mīna no Koushin (ミーナの行進)                                                              |
| 2007 | Yuichi Seirai         | Bakushin (爆心)                                                                             |
| 2008 | Natsuo Kirino         | Tokyo-jima (東京島)                                                                         |
| 2009 | geen prijs uitgereikt |                                                                                             |
| 2010 | Kazushige Abe         | Pistils (Pisutoruzu,ピストルズ)                                                             |
| 2011 | Mayumi Inaba          | To the Peninsula (半島へ)                                                                   |
| 2012 | Genichiro Takahashi   | Goodbye, Christopher Robin (さよならクリストファー・ロビン)                                 |
| 2013 | Mieko Kawakami        | Dreams of Love (Ai no Yume to ka, 愛の夢とか)                                               |
| 2014 | Hikaru Okuizumi       | The Autobiography of Tokyo (Tōkyō jijoden,東京自叙伝)                                       |
| 2015 | Kaori Ekuni           | Geckos, Frogs, and Butterflies (Yamori Kaeru Shijimichō, ヤモリ、カエル、シジミチョウ)      |
| 2016 | Akiko Itoyama         | Hakujyō (薄情)                                                                              |
| 2016 | Yū Nagashima          | San no Tonari wa Gogōshitsu (三の隣は五号室)                                                |
| 2017 | Hisaki Matsuura       | honour and trance (Meiyo to Kōkotsu, 名誉と恍惚)                                            |
| 2018 | Tomoyuki Hoshino      | Honō (焰)                                                                                   |
| 2019 | Kiyoko Murata         | Hizoku                                                                                      |
| 2020 | Kenichiro Isozaki     | Nihon Momai Zenshi (日本蒙昧前史)                                                           |
| 2021 | Kanehara Hitomi       | Unsocial Distance (Ansōsharudisutansu, アンソーシャルディスタンス)                          |